# Trimeria bequaerti
Trimeria bequaerti är en stekelart som beskrevs av Abraham Willink 1951.
Trimeria bequaerti ingår i släktet Trimeria och familjen Masaridae. Inga underarter finns listade i Catalogue of Life.